# Crims al Bàltic: Hostes indesitjats
Crims al Bàltic: Hostes indesitjats (títol original en alemany, Der Usedom-Krimi: Ungebetene Gäste) és un telefilm alemany de la sèrie de pel·lícules de ficció criminal Crims al Bàltic. Va ser produït per Polyphon Film- und Fernsehgesellschaft per a Das Erste en nom d'ARD Degeto i NDR. Es tracta de la quinzena entrega de la saga i es va emetre per televisió l'11 de novembre de 2021.
La pel·lícula es va rodar del 9 de febrer al 29 de març de 2021 a l'illa d'Usedom al mar Bàltic, a Brandenburg i Berlín.
Mentre fuig de la policia, es pot escoltar la cançó de Queen Don't Stop Me Now.
La primera emissió l'11 de novembre de 2021 va ser vista per 5,94 milions d'espectadors a Alemanya i va aconseguir una quota d'audiència de 20,1% al canal Das Erste.